# Isotope 244
 (mai 2021).
Si vous disposez d'ouvrages ou d'articles de référence ou si vous connaissez des sites web de qualité traitant du thème abordé ici, merci de compléter l'article en donnant les références utiles à sa vérifiabilité et en les liant à la section « Notes et références ».
Isotope 244 est un développeur de jeux vidéo basé aux États-Unis, fondé par James Bryant en 1999. Isotope 244 est surtout connu pour le développement de remakes rétro et de jeux de stratégie en temps réel pour les ordinateurs de bureau et les appareils mobiles. Isotope 244 a également été l'un des principaux développeurs d'écrans de veille en 3D au début des années 2000. La société a reçu plusieurs mentions pour ses jeux de rétrogaming et de stratégie en temps réel, surtout sur les plateformes portables. 

## Histoire
Atomic Cannon Pocket était un jeu de stratégie au tour par tour notable disponible sur Pocket PC. Il a été le jeu le plus vendu sur Handango (en) pendant plusieurs mois et a remporté plusieurs prix, notamment le Choix de la rédaction de PocketGear, le prix Handango Champion, le prix du meilleur jeu de terrain sur PDA et le prix du meilleur jeu décerné par le magazine Pocket PC en 2005.
Le jeu Land Air Sea Warfare (en) d'Isotope 244 a recueilli de nombreuses critiques positives et a même été sélectionné par Apple Inc. comme le premier jeu de la semaine sur iPad.
Son dernier jeu RTS, est Machines at War 3, disponible sur Windows, macOS, Android et iOS. 

## Jeux
- Atomic Cannon (en) (2003)
- Acky's XP Breakout (2004)[4]
- Atomic Battle Dragons (en) (2006)
- Machines at War (en) (2007)[5]
- Land Air Sea Warfare (en) (2010)[6]
- Machines at War 3 (2012)

## Écrans de veille 3D
- Sliders (1999)
- Desktop Destroyer (1999)
- Liquid Desktop (1999)
- Picture Cube 3D (2000)
- Snowflake 3D (2000)
- Static TV (2001)
- Real 3D Matrix (2003)
- Simple Life (2004)
- Tropical Island Escape (2006)